# Дьяконов, Михаил Михайлович
Михаи́л Михайлович Дья́конов (12 (25) июня 1907 года, Санкт-Петербург — 8 июня 1954 года, Москва) — советский востоковед, археолог. Доктор исторических наук (1946), профессор (1949), заслуженный деятель науки Таджикской ССР (1951). Член Союза писателей СССР.
Сын М. А. Дьяконова, брат И. М. Дьяконова.

## Биография
Родился в семье известного писателя М. А. Дьяконова. В 1921 году семья переехала в Осло.
Учился в университете Осло (1924—1926), окончил факультет языка и материальной культуры (Ямфак) ЛГУ (1930).
Вместе с отцом перевёл на русский язык книги Руаля Амундсена «По воздуху до 88° северной широты» (1926) и Амундсена и Элсворта «Перелёт через Ледовитый океан» (1927).
С 1931 года — научный сотрудник Государственного Эрмитажа, Института истории материальной культуры АН СССР (во время войны и в 1950—1953 годах исполнял обязанности заведующего Ленинградским отделением), ЛГУ, АХ СССР, МГУ.
С 1946 года — научный сотрудник, а с 1953 года — руководитель Таджикской археологической экспедиции.
Автор около 100 работ по истории Ирана, искусству и культуре стран Ближнего и Среднего Востока, в том числе первой в марксистской историографии сводной работы по древней истории Ирана «Очерк истории древнего Ирана» (М., 1961).
Опубликовал переводы с персидского (Гургани, Низами, Фирдоуси), норвежского и других языков.
Жена — Евгения Юрьевна Хин (1905, Одесса — 1970, Ленинград), вдова литературоведа О. В. Цехновицера.
Награждён орденом «Знак Почета».

## Основные работы
- Фердоуси: Жизнь и творчество. М.; Л., 1940;
- У истоков древней культуры Таджикистана. Сталинабад, 1956;
- Дьяконов М. М. Очерк истории Древнего Ирана / Под редакцией И. М. Дьяконова и А. Г. Периханян. — М.: Издательство восточной литературы, 1961.
- Избранные переводы. М., 1985 (совм. с И. М. Дьяконовым).